# 聖マリアンナ医科大学東横病院
聖マリアンナ医科大学東横病院（せいマリアンナいかだいがくとうよこびょういん）は、神奈川県川崎市中原区にあった医療機関。1941年（昭和16年）に明石嘉聞により東横医院が開設された後、1947年（昭和22年）に聖マリアンナ会東横病院として開院した。
しかし、地域の急性期医療の環境の変化から財務的に厳しい状況にあり、聖マリアンナ医科大学病院（川崎市宮前区）と川崎市立多摩病院（川崎市多摩区）に機能を集約することになり、本院は2024年（令和6年）3月末で閉院となった。

## 沿革
- 1941年（昭和16年）10月 - 明石嘉聞により東横医院が開設される[2]。
- 1947年（昭和22年）10月 - 聖マリアンナ会東横病院として開院[3]。
- 1971年（昭和46年）4月1日 - 明石嘉聞により東洋医科大学が創立され、同日に東横病院は財団法人聖マリアンナ会より移管される[4]。
- 1973年（昭和48年）4月1日 - 東洋医科大学から聖マリアンナ医科大学に名称変更[4]。
- 2008年（平成20年）6月16日 - 東横病院、改築工事が竣工する[4]。
- 2024年（令和6年）3月末 - 閉院[3]。

## 診療部門
- 消化器病センター[1]
  - 循環器外科
  - 消化器内科
- 心臓病センター[1]
  - 心臓血管外科
  - 循環器内科
- 脳神経・脳卒中センター（脳血管内治療センター）[1]
  - 脳神経内科
  - 脳神経外科
- 失神センター[1]
  - 循環器内科
- 生活習慣病センター[1]
  - 代謝・内分泌内科
- 救急集中治療部
- 健康診断センター・女性健診センター[1]
- 腫瘍内科
- リウマチ・膠原病・アレルギー内科
- 婦人科
- 放射線科
- 麻酔科
- 病理診断科

## 医療支援管理部門
- 看護部
- 薬剤室
- 栄養管理室
- 治験管理室
- 事務室 
  - 総務課
  - 医事課
  - 医療支援・連携室
  - 医療情報室